# Givry-en-Argonne
Pour les articles homonymes, voir Givry.
Givry-en-Argonne est une commune française, située dans le département de la Marne en région Grand Est.

## Géographie

### Localisation
Givry-en-Argonne se trouve à l'est du département de la Marne, en région Grand Est. La commune appartient à la région agricole de l'Argonne.
La commune de Givry-en-Argonne s'étend sur une superficie de 766 hectares. Sur son territoire, l'altitude varie de 158 à 185 mètres. Le village est situé à l'ouest du territoire communal, sur l'étang de Givry, alimenté par l'Ante. L'est de la commune est occupé par la forêt de Belval.
Par la route, Givry-en-Argonne se situe à 43 km de Châlons-en-Champagne, préfecture de la Marne, à 32 km de Bar-le-Duc, préfecture de la Meuse, et à 17 km de Sainte-Menehould, bureau centralisateur du canton d'Argonne Suippe et Vesle dont dépend Givry-en-Argonne depuis 2015. La commune fait en outre partie du bassin de vie de Sainte-Menehould.
Givry-en-Argonne est limitrophe de 4 communes :
|                        | La Neuville-aux-Bois |              |
| Remicourt              | Givry-en-Argonne     |              |
| Saint-Mard-sur-le-Mont |                      | Le Châtelier |

### Hydrographie
La commune est dans la région hydrographique « la Seine du confluent de l'Oise (inclus) à l'embouchure » au sein du bassin Seine-Normandie. Elle est drainée par l'Ante, le Fossé 03 de la commune de Givry-en-Argonne, le Fossé 01 de la commune de Neuville-aux-Bois, le Fossé 04 de la commune du Châtelier, le ruisseau de l'Étang de Braux Foret, le ruisseau de l'Étang Neuf, le ruisseau des Pres de Givry et divers autres petits cours d'eau,.
L'Ante, d'une longueur de 26 km, prend sa source dans la commune de Noirlieu et se jette  dans l'Aisne à Verrières, après avoir traversé onze communes. 
Six plans d'eau complètent le réseau hydrographique : la Grande Queue (3,3 ha), le Bâtard (3,1 ha), l'étang de Givry, d'une superficie totale de 14,7 ha (11,4 ha sur la commune), l'étang de la Grande Rouillie, d'une superficie totale de 37,5 ha (37,5 ha sur la commune), l'étang de Profondon (5,4 ha) et l'étang Flamin (4,9 ha),.

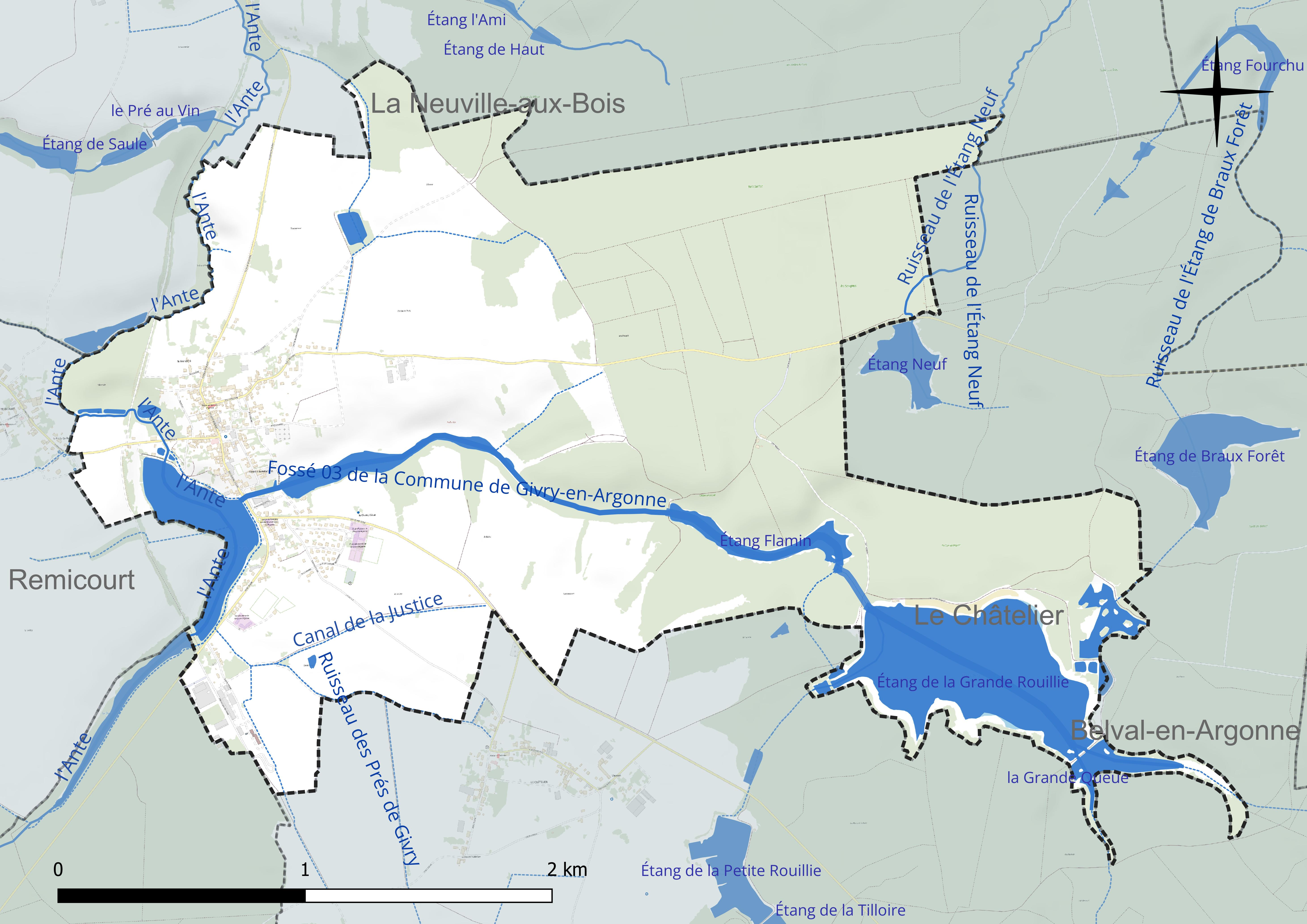
Réseau hydrographique de Givry-en-Argonne.

### Climat
Pour des articles plus généraux, voir Climat du Grand Est et Climat de la Marne.
En 2010, le climat de la commune est de type climat des marges montargnardes, selon une étude du Centre national de la recherche scientifique s'appuyant sur une série de données couvrant la période 1971-2000. En 2020, Météo-France publie une typologie des climats de la France métropolitaine dans laquelle la commune est exposée à un climat océanique altéré et est dans la région climatique  Nord-est du bassin Parisien, caractérisée par un ensoleillement médiocre, une pluviométrie moyenne régulièrement répartie au cours de l’année et un hiver froid (3 °C). 
Pour la période 1971-2000, la température annuelle moyenne est de 10 °C, avec une amplitude thermique annuelle de 15,8 °C. Le cumul annuel moyen de précipitations est de 889 mm, avec 13 jours de précipitations en janvier et 9,1 jours en juillet. Pour la période 1991-2020, la température moyenne annuelle observée sur la station météorologique de Météo-France la plus proche, « Argers », sur la commune d'Argers à 13 km à vol d'oiseau, est de 10,9 °C et le cumul annuel moyen de précipitations est de 739,4 mm. 
La température maximale relevée sur cette station est de 41,1 °C, atteinte le 25 juillet 2019 ; la température minimale est de −17,5 °C, atteinte le 20 décembre 2009,,. 
Les paramètres climatiques de la commune ont été estimés pour le milieu du siècle (2041-2070) selon différents scénarios d'émission de gaz à effet de serre à partir des nouvelles projections climatiques de référence DRIAS-2020. Ils sont consultables sur un site dédié publié par Météo-France en novembre 2022.

## Urbanisme

### Typologie
Au 1er janvier 2024, Givry-en-Argonne est catégorisée commune rurale à habitat dispersé, selon la nouvelle grille communale de densité à sept niveaux définie par l'Insee en 2022.
Elle est située hors unité urbaine et hors attraction des villes,.

### Occupation des sols
L'occupation des sols de la commune, telle qu'elle ressort de la base de données européenne d’occupation biophysique des sols Corine Land Cover (CLC), est marquée par l'importance des forêts et milieux semi-naturels (42,2 % en 2018), une proportion identique à celle de 1990 (42,2 %). La répartition détaillée en 2018 est la suivante : 
forêts (42,2 %), prairies (21,1 %), terres arables (19,8 %), eaux continentales (8,9 %), zones urbanisées (8 %), zones agricoles hétérogènes (0,1 %). L'évolution de l’occupation des sols de la commune et de ses infrastructures peut être observée sur les différentes représentations cartographiques du territoire : la carte de Cassini (XVIIIe siècle), la carte d'état-major (1820-1866) et les cartes ou photos aériennes de l'IGN pour la période actuelle (1950 à aujourd'hui).

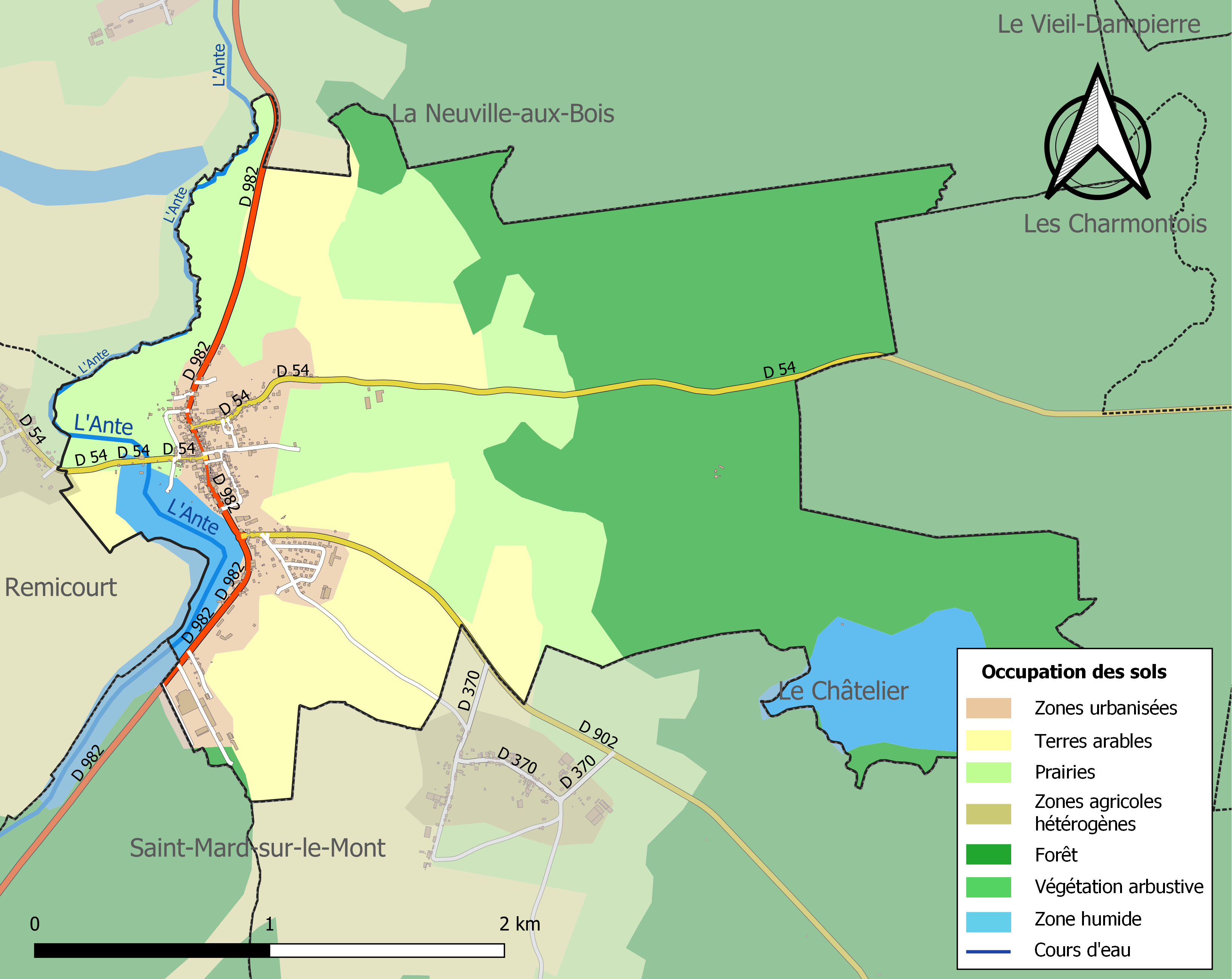
Carte des infrastructures et de l'occupation des sols de la commune en 2018 (CLC).

## Toponymie
Le nom de la localité est attesté sous la forme Givré (1164-67).
Le nom de Givry vient du toponyme de langue gauloise Gabriacum qui désigne un bois peuplé de chevreuils.
Le qualificatif en Argonne fait référence à l'Argonne, région naturelle qui chevauche les départements de la Marne, des Ardennes et de la Meuse, à l'est du bassin parisien.

## Histoire
Une charte est octroyée à Givry-en-Argonne par Renard de Dampierre en février 1229 ; les habitants de Givry jouissent de divers "sauvements et droit de bourgeoisie". En 1614, François Courtin est baron de Givry-en-Argonne, Rémicourt, Bournonville, la Maison-Dieu et Saint-Mard-sur-le-Mont en partie ; sa femme, Jeanne Lescalopier, accorde à Jacques Laurent, curé du lieu, une maison destinée à lui servir de presbytère (11 juin 1622). 
La baronnie de Givry est érigée en marquisat en faveur de Jean Courtin (Paris, décembre 1653). Puis en 1704, ce marquisat est donné à N. de Mesmes, comte d'Avaux, avec confirmation des foires et marchés établis audit lieu depuis 1530. Jean-Antoine de Mesmes, comte d'Avaux et de Neufchâtel, premier président au Parlement de Paris, le vend à Charles-Louis Lefèvre de Bellefontaine, moyennant 90 000 livres (19 août 1712). 
Le 8 avril 1759, la dame de Givry (?) passe transaction avec les habitants au sujet du presbytère et des bois et usages. En mai 1768, des Lettres patentes données à Versailles autorisant Charles-Marie de Baillet, comte d'Épense, seigneur d'Élise, Daucourt, Vieil-Dampierre, Dommartin-sur-Yèvre et Brabant-le-Roi, à prendre le titre de marquis de Baillet : les officiers publics de Givry-en-Argonne, devront à l'avenir dater leurs actes du lieu de Baillet, sauf à y ajouter les mots de "ci-devant Givry".

### Le moulin de Givry en Argonne

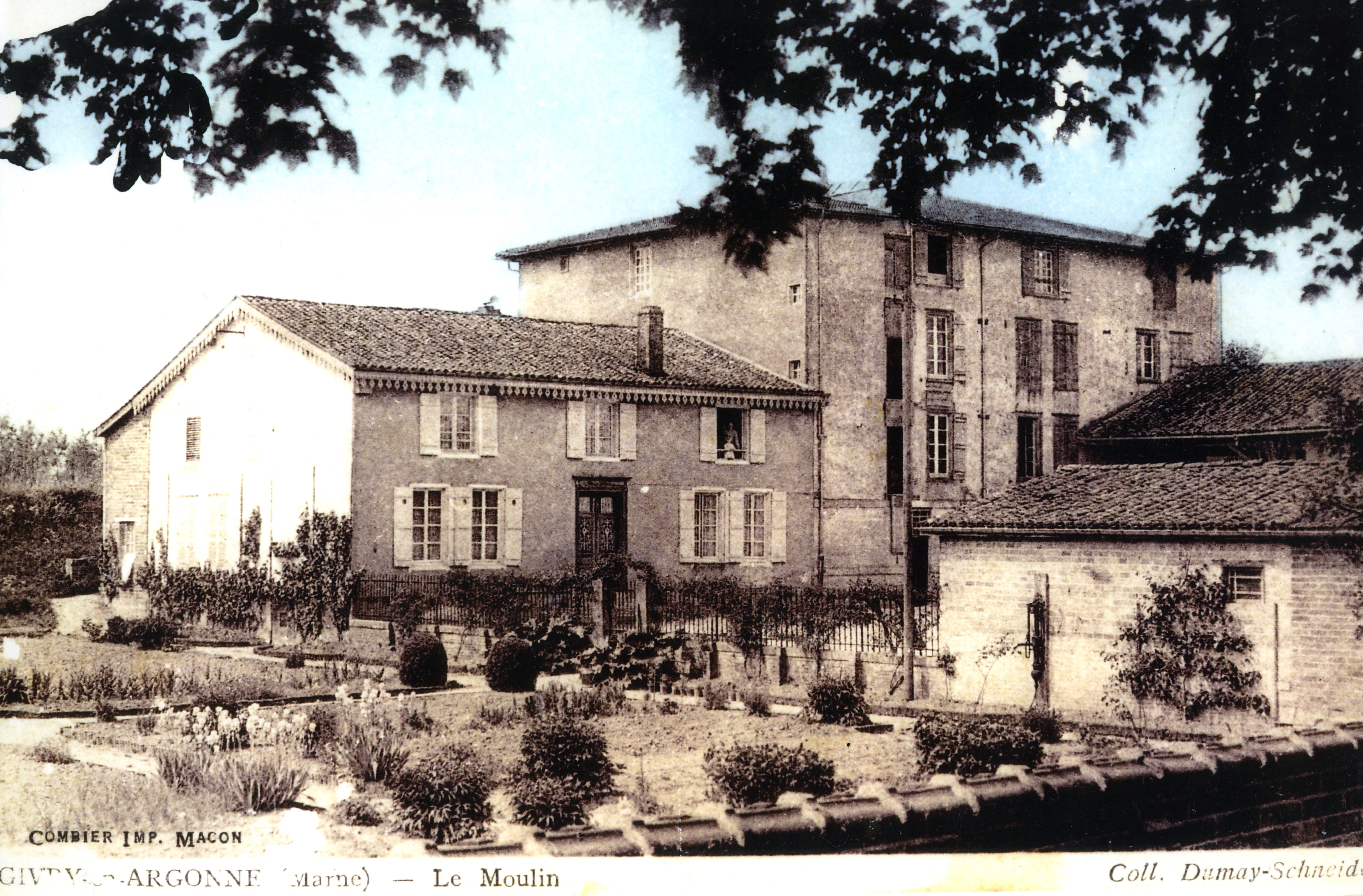
Le moulin de Givry en Argonne, certainement pendant la seconde guerre mondiale. Le moulin appartenait à la famille Noel.

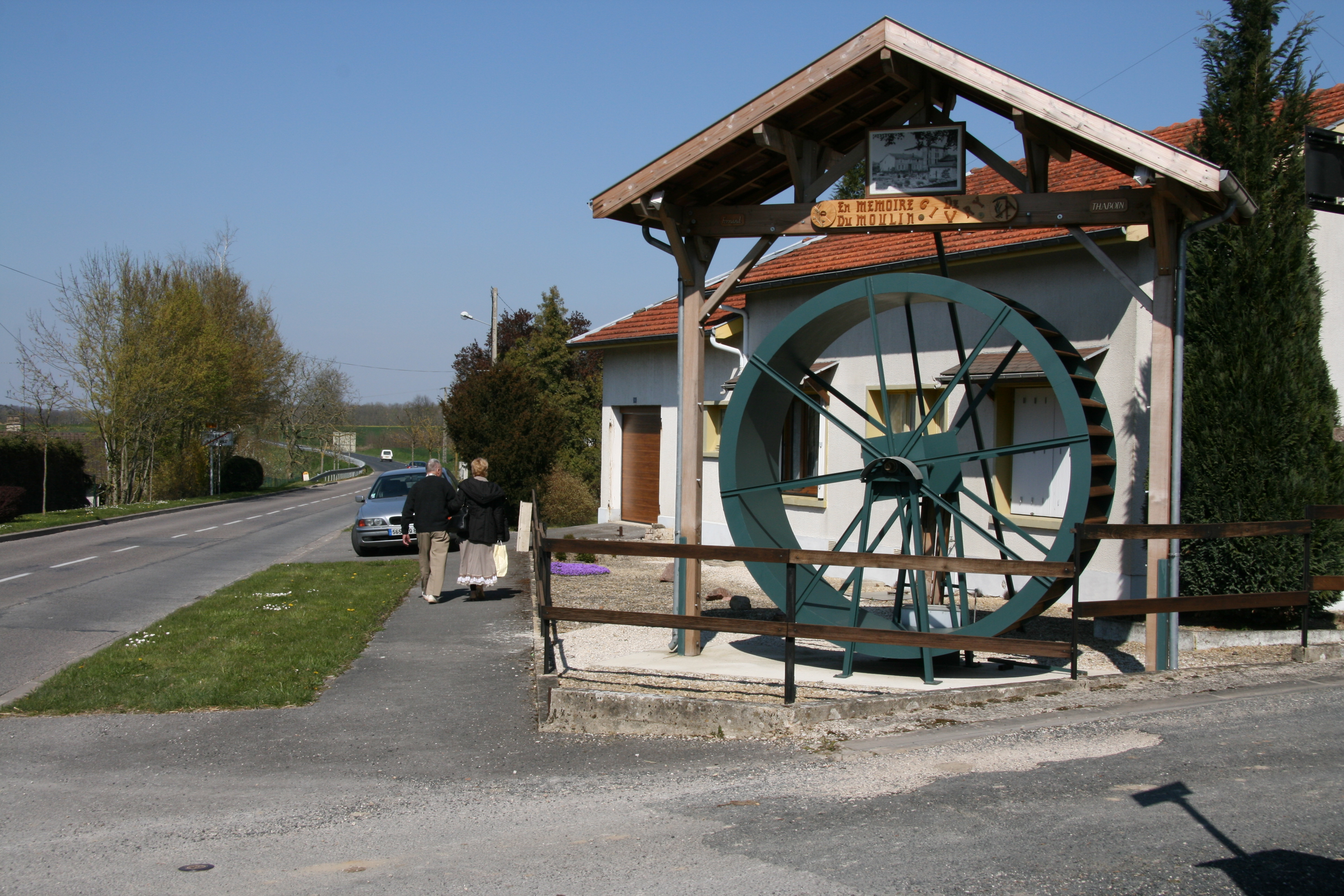
La roue fabriquée en 2007 par Fernand Tabouin de Givry-en-Argonne.

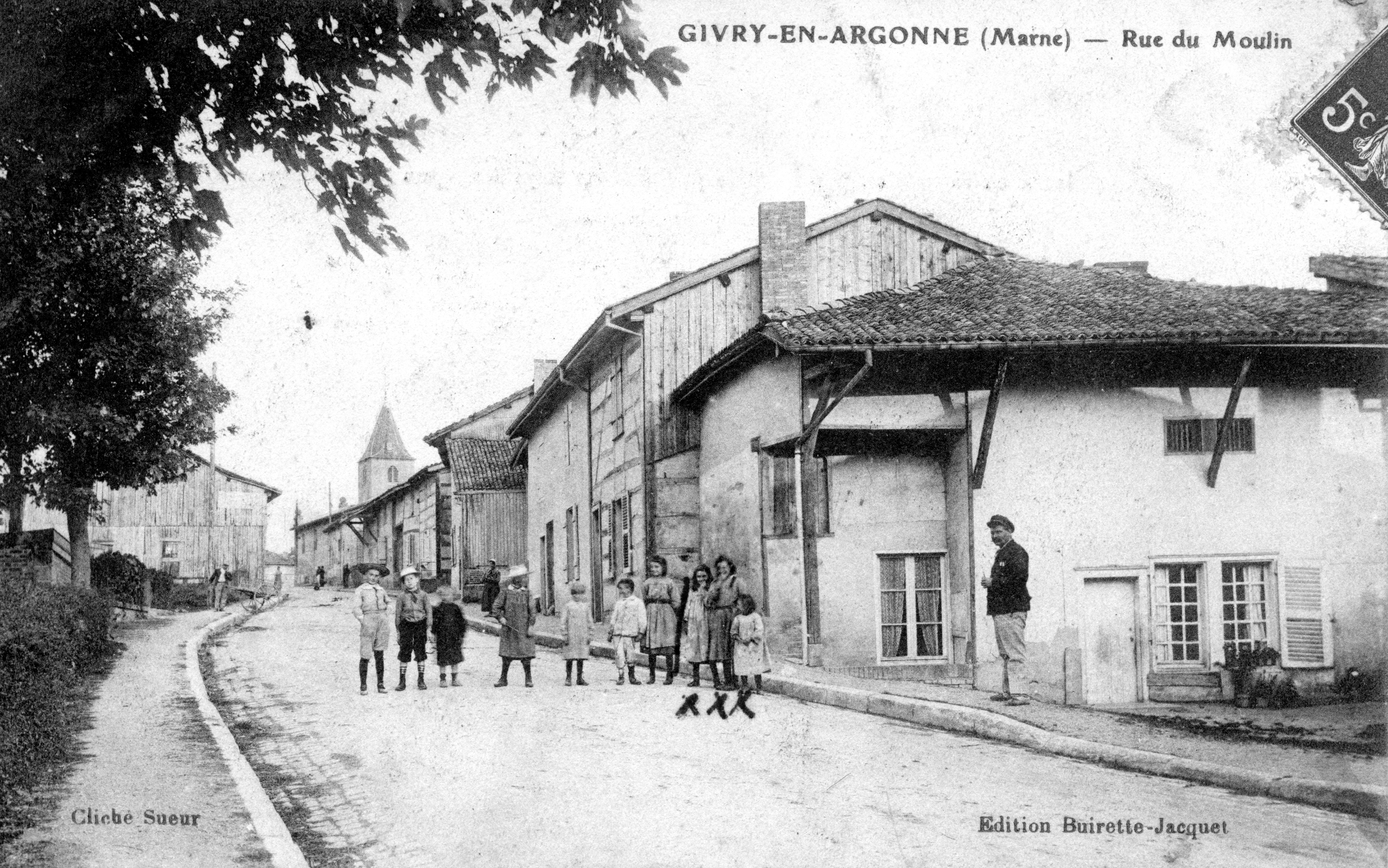
1910 Givry-en-Argonne, rue du Moulin.

## Politique et administration
Par décret du 29 mars 2017, l'arrondissement de Sainte-Menehould est supprimé et la commune est intégrée le 31 mars 2017 à l'arrondissement de Châlons-en-Champagne.

### Intercommunalité
La commune, antérieurement membre de la communauté de communes de la Région de Givry-en-Argonne, est membre, depuis le 1er janvier 2014, de la CC de l'Argonne Champenoise.
En effet, conformément au schéma départemental de coopération intercommunale de la Marne du 15 décembre 2011, cette communauté de communes de l'Argonne Champenoise est issue de la fusion, au 1er janvier 2014,  de : 
- la communauté de communes du Canton de Ville-sur-Tourbe ;
- la communauté de communes de la Région de Givry-en-Argonne ;
- la communauté de communes de la Région de Sainte-Menehould.

Les communes isolées de Cernay-en-Dormois, Les Charmontois, Herpont et Voilemont ont également rejoint l'Argonne Champenoise à sa création.

### Liste des maires
| Période | Période      | Identité            | Étiquette | Qualité |
| ------- | ------------ | ------------------- | --------- | --- |
| 1929    | 1959         | Henri Patizel       | GD        | Agriculteur Sénateur de la Marne (1933 → 1941) Conseiller général du canton de Dommartin-sur-Yèvre (1919-1940) |
| 1959    | 1970         | Jacques Gressier    |           | Médecin |
| 1970    | 1979         | Raymond Labare      |           | |
| 1979    | 1989         | François Lefort     |           | |
| 1989    | 2001         | Rémi Jacquet        |           | Médecin |
| 2001    | 2008         | Françoise Duchein   | UMP       | Conseillère générale de Givry-en-Argonne (2001 → 2015)                                                         |
| 2008    | 2014         | François Lefort     |           | |
| 2014,   | juillet 2015 | Rémi Jacquet        |           | Médecin Décédé en fonction                                                                                     |
| 2015    | En cours     | Antoine Bourguignon |           | |

## Équipements et services publics

### Eau et déchets
Le service public des déchets est assuré par le Syndicat mixte du Sud-Est Marnais (SYMSEM), qui a mis en place une redevance incitative. La collecte des ordures ménagères résiduelles (en bacs noirs pucés ou en sacs rouges prépayés) et des emballages ménagers recyclables (en sacs jaunes) est réalisée en porte à porte. Le SYMSEM adhérant au syndicat de valorisation des ordures ménagères de la Marne (SYVALOM), ces déchets sont amenés en centre de transfert à Sainte-Menehould ou Vitry-en-Perthois, puis valorisés sur le site de La Veuve. La collecte du verre se fait en apport volontaire, avant transformation dans une usine de Reims.
Pour les déchets volumineux ou dangereux, le SYMSEM met à disposition de ses habitants une plateforme de déchets verts et gravats, à Saint-Amand-sur-Fion, ainsi que 12 déchèteries, dont celle de Givry-en-Argonne qui a vu 2 448 passages en 2023.

### Postes et télécommunications
Deux boîtes aux lettres de La Poste se trouvent sur le territoire de la commune, rue du Général Leclerc et rue des Etanchettes. Les bureaux de poste les plus proches sont situés à Seuil-d'Argonne (Meuse), Revigny-sur-Ornain (Meuse) et Sainte-Menehould.

### Justice, sécurité et secours
Du point de vue judiciaire, Givry-en-Argonne relève du conseil de prud'hommes, du tribunal de commerce, du tribunal judiciaire, du tribunal paritaire des baux ruraux et du tribunal pour enfants de Châlons-en-Champagne, dans le ressort de la cour d'appel de Reims. Pour le contentieux administratif, la commune dépend du tribunal administratif de Châlons-en-Champagne et de la cour administrative d'appel de Nancy.
Givry-en-Argonne est située en secteur Gendarmerie nationale et dispose de sa propre brigade.
En matière d'incendie et de secours, un centre d'incendie et de secours se trouve à Givry-en-Argonne, rattaché au Service départemental d'incendie et de secours (SDIS) de la Marne.

## Démographie
L'évolution du nombre d'habitants est connue à travers les recensements de la population effectués dans la commune depuis 1793. Pour les communes de moins de 10 000 habitants, une enquête de recensement portant sur toute la population est réalisée tous les cinq ans, les populations de référence des années intermédiaires étant quant à elles estimées par interpolation ou extrapolation. Pour la commune, le premier recensement exhaustif entrant dans le cadre du nouveau dispositif a été réalisé en 2007.

En 2022, la commune comptait 451 habitants, en évolution de +0,22 % par rapport à 2016 (Marne : −1,19 %, France hors Mayotte : +2,11 %).
| 1793 | 1800 | 1806 | 1821 | 1831 | 1836 | 1841 | 1846 | 1851 |
| ---- | ---- | ---- | ---- | ---- | ---- | ---- | ---- | ---- |
| 600  | 560  | 613  | 598  | 592  | 584  | 615  | 618  | 592  |

| 1856 | 1861 | 1866 | 1872 | 1876 | 1881 | 1886 | 1891 | 1896 |
| ---- | ---- | ---- | ---- | ---- | ---- | ---- | ---- | ---- |
| 555  | 562  | 604  | 595  | 598  | 718  | 591  | 630  | 582  |

| 1901 | 1906 | 1911 | 1921 | 1926 | 1931 | 1936 | 1946 | 1954 |
| ---- | ---- | ---- | ---- | ---- | ---- | ---- | ---- | ---- |
| 608  | 606  | 601  | 543  | 565  | 583  | 528  | 513  | 523  |

| 1962 | 1968 | 1975 | 1982 | 1990 | 1999 | 2006 | 2007 | 2012 |
| ---- | ---- | ---- | ---- | ---- | ---- | ---- | ---- | ---- |
| 478  | 610  | 523  | 541  | 525  | 491  | 471  | 468  | 444  |

| 2017 | 2022 | - | - | - | - | - | - | - |
| ---- | ---- | - | - | - | - | - | - | - |
| 448  | 451  | - | - | - | - | - | - | - |

## Économie
La commune est un lieu touristique et de promenade grâce à l'étang et au camping.

## Culture locale et patrimoine

### Lieux et monuments

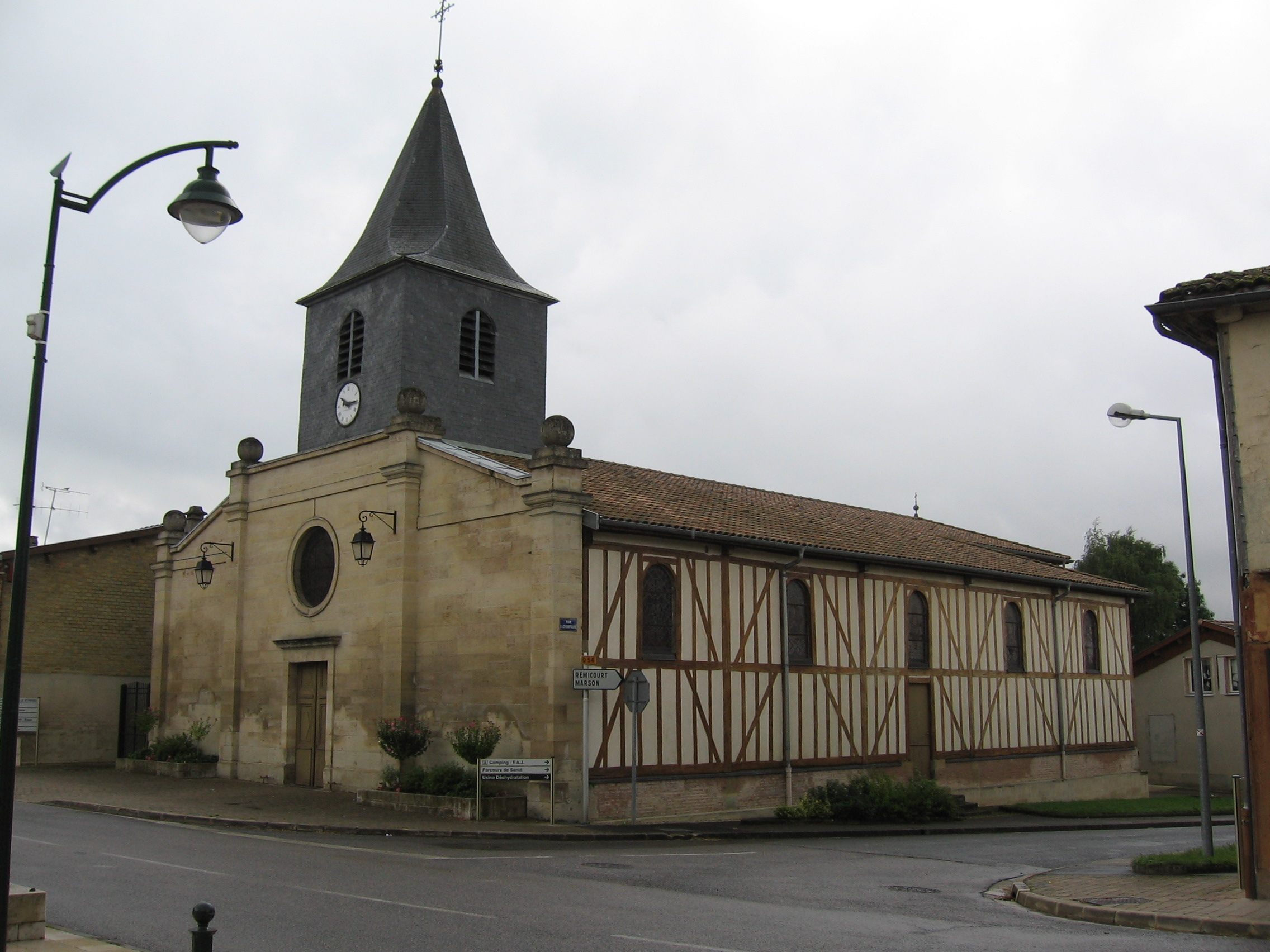
L'église à pans de bois de Givry-en-Argonne.

L'église Saint-Laurent, à pans de bois, est construite en 1830 ; sa façade est en pierre. Elle a été restaurée en 2001.

### Personnalités liées à la commune
- Charles-François Delacroix (1741-1805), député à la Convention nationale, père du peintre Eugène Delacroix.
- Henri Patizel (1871-1960), maire de Givry, conseiller général et sénateur de la Marne.

### Héraldique
| Blason de Givry-en-Argonne | Blason  | D'argent à un loup-cervier rampant au naturel, au chef d'azur chargé de deux molettes d'éperon d'or.     |
| Blason de Givry-en-Argonne | Détails | Armes des Baillet d'Aucourt, derniers marquis de Givry. Le statut officiel du blason reste à déterminer. |